# Jobst Johann Junge
Jobst Johann Junge (getauft am 24. Juni 1642 in Hannover; gestorben um 1705) war ein deutscher Goldschmied. Sein Beschauzeichen ist aus seinen Initialen I I I geformt.
Jobst Johann Junge war Sohn des Jobst Junge und Bruder des Goldschmiedes Julius Junge. Ab 1657 bis 1672 lernte er in Braunschweig bei dem dort tätigen Goldschmied Adam Wegener. 1670 wurde er Bürger der Altstadt Hannovers, in der zwischen 1671 und 1673 sein Sohn und späterer Lehrling Carl Junge geboren wurde.
Jobst Johann Junge bewohnte 1689 ein Gebäude in der Leinstraße in Hannover.

## Bekannte Werke
- Wohl 1694: Marktkirche Hannover: 3 circa 72, 68 und 62 cm hohe Altarleuchter ohne Eisendorn, jeweils mit reich verziertem Baluster und vier Engelsköpfen an tropfenförmigem Knauf. Der Fuß des Leuchters wurde  mit getriebenem Blatt- und Fruchtwerk ausgeschmückt. Die zweite Ziffer in seinem Beschauzeichen „ist ungeklärt, wohl als 4 zu lesen, also 1694“. Eine Fotografie wurde anlässlich der Ausstellung 1927 für das Exponat Nummer 52 im Leineschloss gefertigt.[1]